# Arsenale militare marittimo di Augusta
L'arsenale militare marittimo di Augusta è uno dei tre arsenali della  Marina Militare ancora attivi, insieme a quelli della Spezia e di Taranto. Ha sede nel porto di Augusta, nel libero consorzio comunale di Siracusa, ed è base del COMFORPAT e di “MARISICILIA”.

## Storia dell'Arsenale
Il comune di Augusta venne edificato tra il 1232 e il 1234 per volere di Federico II di Svevia  che avendo intuito nella posizione strategica del luogo potenzialità in tema di sicurezza e difesa, decise di edificarvi la città, soprattutto per motivi di ordine militare.
Dopo l'Unità d'Italia sebbene Cavour avesse compreso la valenza strategica del porto di Augusta, come possibile sede di base, fino alla fine dell'ottocento la Regia Marina attribuì un ruolo secondario al luogo. Questo perché dovendo la Regia Marina fronteggiarsi maggiormente con le marine francese nell'Alto Tirreno e austriaca e nell'Adriatico sviluppò maggiormente le basi della Spezia e Taranto.

Esercitazione navale nella rada (1924)

A sfavore di Augusta l'ubicazione troppo periferica del luogo rispetto alla geografia nazionale e la mancanza di infrastrutture civili ed industriali cui appoggiarsi. Solo nel 1896 con l'avventura coloniale in Africa orientale Augusta venne utilizzata per il rifornimento di carbone alle unità navali.

### Prima guerra mondiale
Nel corso della prima guerra mondiale per dare un ricovero ai dirigibili che avevano il compito di avvistare i sommergibili che tentavano di transitare attraverso lo stretto di Messina ad Augusta venne costruito l'hangar dirigibili, unico al mondo nel suo genere ed opera ingegneristica di alto valore storico e tecnico. La struttura in cemento armato rappresenta un lavoro di ingegneria avveniristico per i primi anni del novecento tanto che nel 1987 è stato dichiarato dall'Assessorato Regionale ai Beni Culturali opera di alto interesse storico-monumentale ed attualmente è in corso l'iter per inserirlo fra i beni tutelati dall'UNESCO. La costruzione venne iniziata nel novembre del 1917 e venne terminata tre anni dopo. Successivamente nella zona sottostante l'hangar venne realizzato un idroscalo.
Una vera e propria base navale si ebbe a metà degli anni trenta, quando ci si accorse dell'importanza di Augusta quale piazzaforte avanzata nel Mediterraneo. La base venne potenziata sin dal 1934 con la realizzazione di impianti, banchine e caserme ancora oggi in uso ed altre dipendenze che vennero dislocate nei pressi della stazione ferroviaria, mentre nel 1938 ad Augusta venne anche trasferita da Taranto la Scuola Comando. L'importanza della base continuò a crescere quando in seguito alla guerra d'Etiopia e alla guerra civile spagnola il Mediterraneo divenne uno dei maggiori scenari di crisi.

### Secondo conflitto mondiale
Durante la seconda guerra mondiale risentendo della vicinanza di Malta Augusta venne utilizzata come base per i MAS, con l'idroscalo che venne utilizzato per la ricognizione marittima e sede dell'83º Gruppo Ricognizione Marittima (poi 83º Centro C/SAR) e della 170ª Squadriglia Autonoma Ricognizione Marittima che operavano per il Comando Militare Marittimo "Sicilia" nell'Aviazione ausiliaria per la Marina. Un attacco della Xª MAS contro La Valletta venne effettuato nel luglio 1941. All'entrata in guerra era inoltre base della Flottiglia sommergibili (XXXIV e XXXVI squadriglia) e della IV squadriglia dragamine, composta da 9 dragamine.
Il 13 maggio 1943,  un bombardamento alleato causò gravi danni alle strutture e l'invasione inglese, due mesi dopo, portò alla totale interruzione di tutte le attività del nascente Arsenale, attività che ripresero nel 1944.

### Nel dopoguerra
Con la fine della guerra, Augusta riprese un suo ruolo in conseguenza del fatto che, nella strategia della NATO nei nuovi scenari della guerra fredda il canale di Sicilia tornava ad occupare un ruolo centrale. La base ebbe un nuovo impulso oltre che dalla Marina Militare anche dalla NATO ed è ancora oggi un punto di appoggio per le unità navali dell'Alleanza atlantica.

La banchina torpediniere negli anni 50 con le corvette Gabbiano all'ormeggio

Nel 1951 Augusta tornò ad essere sede della Scuola comando dalla quale nel dopoguerra sono uscite generazioni di comandanti della Marina Militare. Nel 1954 la base ospitò anche il Centro addestramento antisommergibili.
Contemporaneamente l'hangar e l'idroscalo vennero usati sino all'inizio degli anni '50 dalla BOAC, una compagnia britannica di trasporti aerei per la linea aerea Gran Bretagna-Italia-Nord Africa.
Dal 1º agosto 1956 Augusta divenne la base del 1º Gruppo elicotteri trasferito nel 1959 presso l'aeroporto di Catania-Fontanarossa, mentre il 1º luglio 1962 si ha la nascita di MARINARSEN Augusta, che il 1º luglio 1963 divenne sezione staccata di MARINARSEN Messina.

La banchina sommergibili con in primo piano il Mocenigo e dietro il Dandolo, mentre in fondo sono visibili il Bagnolini e la torretta del Toti

Nel 1967 Augusta divenne la base della IVª Divisione Navale. Nel 1970 La Scuola comando, il Centro addestramento antisommergibili e il comando della IVª Divisione navale vennero trasferiti a Taranto, mentre ad Augusta rimase solamente il COMSQUACORV, il Comando squadriglia corvette.
Nel luglio del 1971 ad Augusta venne trasferito da La Spezia GRUPSOM 2, il 2º Gruppo Sommergibili formato dai battelli della Classe Toti, prime unità subacquee costruite in Italia dopo la seconda guerra mondiale.
L'Arsenale divenne autonomo il 24 giugno 1987 dopo che in precedenza il 1º luglio 1984 era stato classificato “Ente”, mentre nel 1983 la Scuola Comando era tornata ad Augusta.
Con Decreto del Ministero della difesa del 20 gennaio 1998 i tre Arsenali di Augusta, Taranto e La Spezia vennero classificati “Enti Dipendenti dall'Ispettorato Supporto Navale della Marina”.
Anche “MARISICILIA”, il Comando Militare Marittimo della Sicilia, è stato trasferito a partire dal 1º novembre 2002 da Messina ad Augusta.
Nell'ambito dell Comando della Squadra Navale Augusta è sede e base operativa del COMFORPAT, il "Comando delle Forze da Pattugliamento per la Sorveglianza e la Difesa Costiera" il cui motto è "In vigilat docendo". Del COMFORPAT fanno parte il COMSQUACORV, in cui sono inquadrate le corvette Classe Minerva, il COMSQUAPAT1, in cui sono inquadrate le unità della Classe Cassiopea, e il COMSQUAPAT2, in cui sono inquadrate le unità della Classe Costellazioni II e della Classe Comandanti.
Augusta è anche la base delle unità dipartimentali di “MARISICILIA”.